# Gasturbinenkraftwerk Ahrensfelde
Das Gasturbinenkraftwerk Ahrensfelde (auch GTKW Ahrensfelde) in der brandenburgischen Gemeinde Ahrensfelde im Landkreis Barnim, nur wenige hundert Meter von der Berliner Stadtgrenze entfernt, ist ein Reservekraftwerk, welches seit dem 1. Oktober 2020 in die Kapazitätsreserve überführt wurde. Eigentümer ist die Lausitz Energie Kraftwerke AG, die es im Zuge des Verkaufs der Braunkohlesparte durch Vattenfall mit erworben hatte.

## Technik und Geschichte

### Gasturbinen

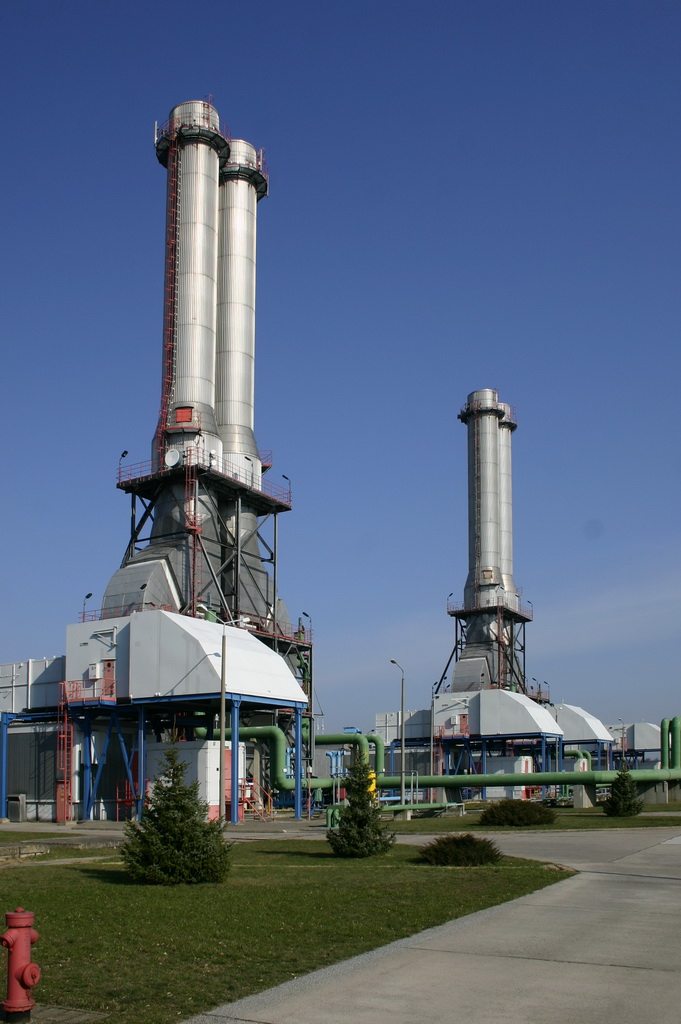
Gasturbinen A4–D4 Ahrensfelde

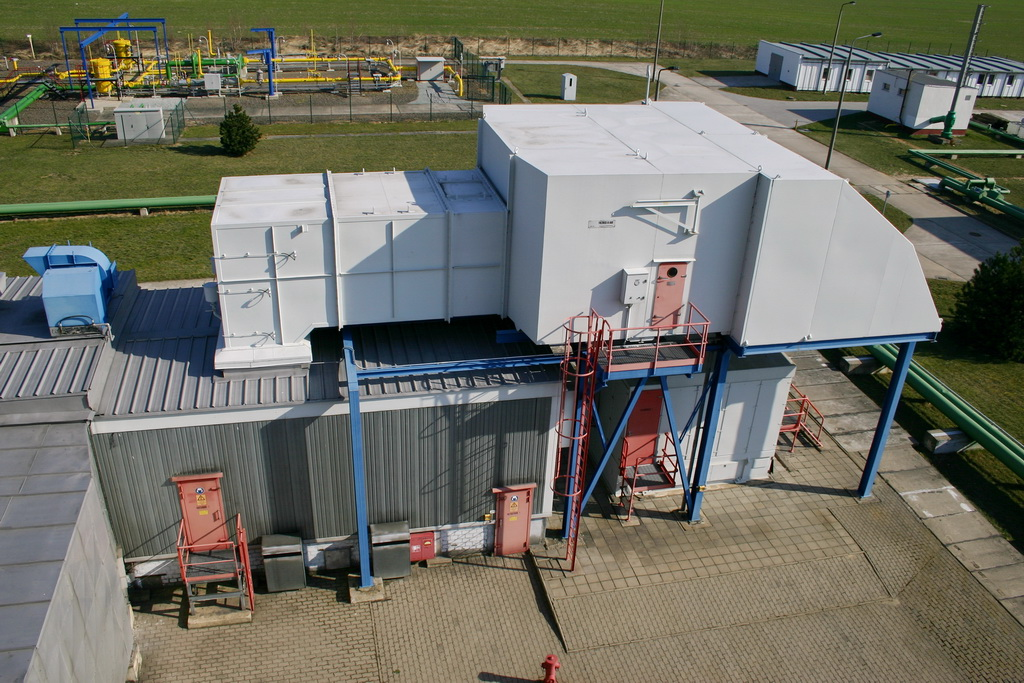
Gasturbine A4 Ahrensfelde

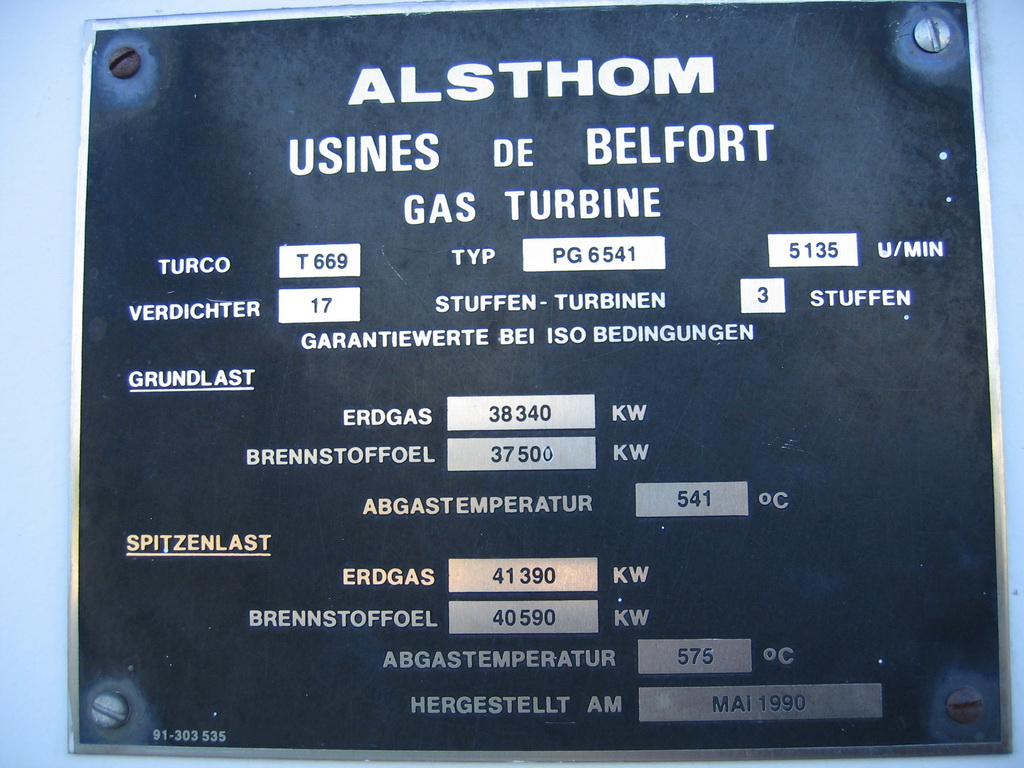
Typenschild einer Gasturbine

Im Jahr 1990 wurden vier mit Erdgas betriebene Gasturbinen in Betrieb genommen, deren Generatoren bei ISO-Normbedingungen über eine elektrische Leistung von jeweils 38.340 Kilowatt bei Grundlast und 41.390 Kilowatt bei Spitzenlast verfügen. Die Gasturbinen vom Typ PG6541B des Herstellers Alstom haben einen Nettowirkungsgrad von 31 %. Die Gasturbinen können via Schnellstart innerhalb von sieben Minuten auf Nenndrehzahl gebracht und mit dem Netz synchronisiert werden.

### Leittechnik und Datenaustausch
Im Oktober 2004 wurde die Leittechnik der Gasturbinen und Nebenanlagen erneuert. Die vier Gasturbinen  waren bis dahin mit vier Speedtronic-Mark-IV-Prozessleitsystemen von General Electric ausgestattet. Im Zuge der Modernisierung wurde, unter der Produktbezeichnung MACH7, auf die hochverfügbare Technologie S7-400H von Siemens gesetzt. Mit dem Visualisierungssystem TMOS kann dieses Kraftwerk und das Gasturbinenkraftwerk Thyrow von der Zentralwarte aus betrieben und überwacht werden.
Ende 2009 wurde das Kraftwerk über einen von Vattenfall Europe Netcom erbauten Datenring mit den Pumpspeicherkraftwerken Geesthacht, Wendefurth, Markersbach und Goldisthal verbunden. Die Steuerzentrale befand sich in Goldisthal.
Seit dem 1. Juli 2017 erfolgte die Leittechnische Überwachung (Beobachtung) der Systeme über das Kraftwerk Schwarze Pumpe, ganz im Süden des Landes Brandenburg. Notwendige mechanische Schalthandlungen werden weiterhin durch die Firma GMB vor Ort durchgeführt.
Nach einer gewonnenen Ausschreibung durch die Bundesnetzagentur im Jahr 2020 zur Kapazitätsreserve wurden sämtliche leittechnische Anbindungen vom GTKW Ahrensfelde an das Kraftwerk Schwarze Pumpe so geändert, dass ein Start und Betrieb der Gasturbinen auch von diesem Standort möglich ist. Entsprechend notwendige Probeläufe dazu wurden erfolgreich durchgeführt.

### Erdgasspeicher
Am 31. Oktober 2010 wurde nach etwa zweijähriger Bauzeit direkt neben dem Kraftwerksgelände ein unterirdischer Röhrenspeicher zur Speicherung von Erdgas in Betrieb genommen. Der Speicher besteht aus Röhren mit einer Gesamtlänge von 2,7 km und einem Durchmesser von 1,40 m und kann ein Arbeitsvolumen an Erdgas von etwa 360.000 m³ speichern. Der Erdgasspeicher ermöglicht einen vom Erdgasnetz unabhängigen Betrieb des Kraftwerks über einen Zeitraum von sechs Stunden. Die Investitionskosten für den Erdgasspeicher beliefen sich zusammen mit dem zeitgleich gebauten Erdgasspeicher am Gasturbinenkraftwerk Thyrow auf insgesamt 33,5 Millionen Euro.

### Betrieb
Im Jahr 2010 war das Kraftwerk etwa 600 Stunden in Betrieb. In den folgenden Jahren wurde es immer weniger und ab 2016 kaum noch eingesetzt (vgl. unten die Entwicklung der Treibhausgasemissionen).
In Vorbereitung der Kapazitätsreserve zum 1. Oktober 2020, wurden im Juni und Juli 2020 mit alle vier verfügbaren Gasturbinen erfolgreiche Probeläufe durchgeführt.

### Kapazitätsreserve
Seit dem 1. Oktober 2020 befinden sich die vier Gasturbinen A bis D mit insgesamt 120 Megawatt in der Kapazitätsreserve der Übertragungsnetzbetreiber.

### Netzanschluss
Das Kraftwerk ist auf 110-kV-Hochspannungsebene über das Umspannwerk in Berlin-Malchow mit dem Stromnetz des Übertragungsnetzbetreibers 50Hertz Transmission verbunden.

## Treibhausgasemissionen
Die Tabelle zeigt historische Kohlendioxid-Emissionen. Da in den Zeiträumen 2005–2007 und 2008–2012 jeweils die Emissionen höher waren als die Emissionsberechtigungen, musste der Betreiber Emissionsberechtigungen im EU-Emissionshandel zukaufen.
| Jahr      | Emissionen (t CO2-Äquivalente) | Zugeteilte Zertifikate (EUA) |
| --------- | ------------------------------ | ---------------------------- |
| 2005–2007 | 26.369                         | 8.847                        |
| 2008–2012 | 62.565                         | 22.110                       |
| 2013      | 5.885                          | keine Zuteilung              |
| 2014      | 4.728                          | keine Zuteilung              |
| 2015      | 3.865                          | keine Zuteilung              |
| 2016      | 25                             | keine Zuteilung              |
| 2017      | 5                              | keine Zuteilung              |
| 2018      | 1                              | keine Zuteilung              |
| 2019      | 0                              | keine Zuteilung              |
| 2020      | 2.832                          | keine Zuteilung              |
| 2021      | 1.676                          | keine Zuteilung              |